# Матіас Флюкіґер
Матіас Флюкіґер (нім. Mathias Flückiger, нар. 18 липня 1997) — швейцарський велогонщик, срібний призер Олімпійських ігор 2020 року.

## Виступи на Олімпіадах
| Олімпіада  | Дисципліна  | Місце |
| ---------- | ----------- | ----- |
| Токіо 2020 | маунтінбайк | 2     |

## Зовнішні посилання
- Матіас Флюкіґер [Архівовано 9 липня 2021 у Wayback Machine.] на ProCyclingStats

1. ↑  https://www.olympedia.org/athletes/135936